# Eupithecia subpulchrata
Eupithecia subpulchrata är en fjärilsart som beskrevs av Alphéraky 1883. Eupithecia subpulchrata ingår i släktet Eupithecia och familjen mätare. Inga underarter finns listade i Catalogue of Life.